# Cristopher Huber
Cristopher Huber ist ein deutscher Curler. 
Sein internationales Debüt hatte Huber bei der Juniorenweltmeisterschaft 1985 in Perth, er blieb aber ohne Medaille. 
Huber spielte als Second der deutschen Mannschaft bei den XV. Olympischen Winterspielen 1988 in Calgary im Curling. Die Mannschaft von Skip Andreas Kapp belegte den sechsten Platz.